# Sundborn
Sundborn este o localitate (0,87 km²)  cu ca. 750 loc.  situată în provincia Dalarnas, Suedia. Ea se află la 14 km nord-est de Falun, o comunitate de care aparține din punct de vedere administrativ.  
Localitatea a devenit cunoscută prin casa memorială a pictorului suedez Carl Larsson, care a trăit cu familia aici mai multe decenii. Casa lui care a devenit muzeu, s-a păstrat intactă, ea poate fi vizitată de turiști. În localitate se află o biserică care are și azi picturile decorative a lui Larsson.